# Lauquet
Pour les articles homonymes, voir Lauquet (homonymie).
Le Lauquet est une  rivière du sud de la France qui coule dans le département de l'Aude, en région Occitanie, et un affluent droit de l'Aude.

## Géographie
C'est une rivière des Corbières qui prend sa source près du Milobre-de-Bouisse à l'amont de Caunette-sur-Lauquet, et se jette dans l'Aude en rive droite à Couffoulens dans le département de l'Aude.
La longueur de son cours d'eau est de 36,3 km.

### Communes et cantons traversés
Dans le seul département de l'Aude, le Lauquet traverse dix communes et trois cantons
- dans le sens amont vers aval : Bouisse (source), Villardebelle, Caunette-sur-Lauquet, Clermont-sur-Lauquet, Greffeil, Ladern-sur-Lauquet, Saint-Hilaire, Verzeille, Leuc, Couffoulens (embouchure/confluence).

Soit en termes de cantons, le Lauquet prend sa source sur le canton de Mouthoumet, traverse le canton de Saint-Hilaire et conflue sur le canton de Carcassonne-Est, le tout dans les deux arrondissement de Limoux et arrondissement de Carcassonne.

### Toponymes
Le Lauquet a prêté son hydronyme aux trois communes de Caunette-sur-Lauquet, Clermont-sur-Lauquet, Ladern-sur-Lauquet.

## Affluents
Le Lauquet a dix-huit tronçons affluents contributeurs référencés dont :
- le ruisseau de Guinet : 11,8 km
- la Lauquette : 17,9 km
- l'Alberte : 8,7 km
- le Baris : 9,9 km

## Hydrologie
Le Lauquet est une rivière très irrégulière, à l'instar de ses voisines tributaires de l'Aude. 

### Le Lauquet à Saint-Hilaire
Son débit a été observé sur une période de 26 ans (1983-2008), à Saint-Hilaire, localité du département de l'Aude située à huit kilomètres de son confluent avec l'Aude. La surface ainsi étudiée est de 173 km2, soit plus de 90 % du bassin versant de la rivière.
Le module de la rivière à Saint-Hilaire est de 0,778 m3/s.
Le Lauquet présente des fluctuations saisonnières de débit fort marquées, comme très souvent dans les régions proches de la Méditerranée. Les hautes eaux se déroulent en hiver et au début du printemps, et se caractérisent par des débits mensuels moyens allant de 0,97 à 1,66 m3/s, de décembre à mai inclus (avec deux maxima : le premier en février et le second en avril). Au mois de juin le débit chute fortement, ce qui mène rapidement aux basses eaux d'été-automne qui ont lieu de juillet à octobre inclus, et s'accompagnent d'une baisse du débit mensuel moyen jusqu'au plancher de 0,089 m3/s au mois d'août. Mais ces moyennes mensuelles ne sont que des moyennes et occultent des fluctuations bien plus prononcées sur de courtes périodes ou selon les années.

### Étiage ou basses eaux
Aux étiages, le VCN3 peut ainsi chuter jusque 0,002 m3/s (deux litres/s), en cas de période quinquennale sèche, ce qui est très sévère, le cours d'eau étant alors réduit à quelques filets d'eau. Mais ce fait est fréquent parmi les rivières de la région.

### Crues
Les crues peuvent être très importantes, compte tenu de la petitesse du bassin versant. Les QIX 2 et QIX 5 valent respectivement 60 et 110 m3/s. Le QIX 10 est de 140 m3/s, le QIX 20 de 170 m3/s, tandis que le QIX 50 n'a pas été calculé faute d'une durée d'observation suffisante pour le faire valablement.
Le débit instantané maximal enregistré à Saint-Hilaire a été de 163 m3/s le 23 juin 1992, tandis que la valeur journalière maximale était de 51,8 m3/s le 28 avril 1993. Si l'on compare la première de ces valeurs à l'échelle des QIX de la rivière, l'on constate que cette crue était à peine d'ordre vicennal, et donc destinée à se répéter tous les 15-20 ans en moyenne.
Dans la nuit du 14 au 15 octobre 2018, le Lauquet a connu sa plus grosse crue, provoquant d'importants dégâts dans les communes de Ladern sur Lauquet, Saint Hilaire, Couffoulens. Certains ponts ont été rendus impraticables et ont nécessité d'importants travaux afin de rétablir la circulation routière.

### Lame d'eau et débit spécifique
Le Lauquet est une rivière très peu abondante. La lame d'eau écoulée dans son bassin versant est de 142 millimètres annuellement, ce qui est inférieur à la moitié de la moyenne d'ensemble de la France (plus ou moins 320 millimètres par an). C'est aussi largement inférieur à la moyenne du bassin de l'Aude (289 mm/an). Le débit spécifique (ou Qsp) atteint le chiffre fort médiocre de 4,5 litres par seconde et par kilomètre carré de bassin.